# Le Destin de Linus Hoppe
Le Destin de Linus Hoppe est un roman d'Anne-Laure Bondoux publié en 2001.

## Résumé
Linus Hoppe vit dans une société très cloisonnée. S'il réussit le Grand Examen, il continuera à vivre confortablement en « sphère 1 ». S'il échoue, il sera relégué dans une sphère inférieure, loin des siens. Mais Linus refuse de laisser son destin entre les mains du Grand Ordonnateur. 
Avec son ami Chem, il décide, quitte à aller au devant du danger, de déjouer le système.